# Cewnik Pezzera

Cewniki urologiczne:
A – cewnik Nelatona, B – cewnik Couvelaire'a, C – cewnik Tiemanna, D – cewnik Malecota, E – cewnik Pezzera, F – cewnik Foleya
1 – port i kanał odprowadzania moczu, 2 – port i kanał balonu

Cewnik Pezzera – typ samoutrzymującego się cewnika urologicznego z zakończeniem w postaci główki, stosowany do utrzymywania przetoki nadłonowej pęcherza, głównie u pacjentów po zabiegach operacyjnych. Podobne do niego są cewniki Malecota i Caspra, różnią się jedynie kształtem główki.